# フランコンヴィル
フランコンヴィル （Franconville）は、フランス、イル＝ド＝フランス地域圏、ヴァル＝ドワーズ県のコミューン。フランコンヴィル＝ラ＝ガレンヌ（Franconville-la-Garenne）とも呼ばれる。

## 地理
フランコンヴィルは、モンモランシー谷の中央部に位置する。パリの北西約12kmに位置する。

## 歴史
ルテティアとリールボンヌとをつなぐ古いローマ街道（fr）が、ル・プレシ＝ブシャールに隣接するフランコンヴィル域内を横断していた。それでも、フランク人がフランコンヴィル誕生の義務を負うこととなった。フランコンヴィルの名が知られたのは8世紀だった。
『フランク人の家』を意味する名称フランコルム・ヴィラ（Francorum Villa）を最初に書き表したのは、1137年、サン＝ドニ修道院長シュジェールであった。村には農民の数世帯が暮らし、クルミの林がとりわけ特徴だった。
サン＝ドニ修道院の影響下に教区は置かれ、モンモランシー男爵家が教会と権力を争っていた。最初の名の知られた当主、ギヨーム・ド・バテストが教会を建てた。シュジェールも領主となった一人だった。村の収入は、サン＝ドニ修道院の修道士たちの衣料品の保全、そして履物作りだった。
1229年、フランコンヴィルに、十字軍帰還者のハンセン病患者を収容する病院が建てられた。
16世紀の村は農業、旅館経営で経済が成長した。フランコンヴィルを通過する道路は往来が活発で、のちにはパリ＝ルーアン間をつなぐ主要道となった。しかしこれら通信設備や首都に近接していることが、町をしばしば破壊する戦争の要因でもあった。
17世紀から18世紀、中流階級用の美しい住宅が建てられた。1630年、聖ヴァンサン・ド・ポール修道会はフランコンヴィルへ移住した。フランス革命中、フランコンヴィル＝ラ＝リーブル（Franconville-la-libre）と改名させられた。
1846年に鉄道が到達し、モンモランシー谷全てのコミューンがつながった。

## 交通
- 鉄道 - トランジリアンH線、フランコンヴィル＝ル＝プレシ・ブシャール駅。

## 姉妹都市
- フィールンハイム、ドイツ
- ポッターズ・バー、イギリス